# Hotanj Hutovski
Hotanj Hutovski je naseljeno mjesto u općini Neum, Federacija BiH, BiH.

## Stanovništvo

### 1991.
Nacionalni sastav stanovništva 1991. godine, bio je sljedeći:
ukupno: 68
- Hrvati - 68

### 2013.
Nacionalni sastav stanovništva 2013. godine, bio je sljedeći:
ukupno: 100
- Hrvati - 100

## Poznate osobe
- don Lazar Lazarević, provikar Trebinjsko-mrkanske biskupije

## Vanjske poveznice
- Satelitska snimka  Arhivirana inačica izvorne stranice od 28. rujna 2020. (Wayback Machine)